# Катастрофа Boeing 747 в Тайбэе
Катастрофа Boeing 747 в Тайбэе — крупная авиационная катастрофа, произошедшая во вторник 31 октября 2000 года. Авиалайнер Boeing 747-412 авиакомпании Singapore Airlines выполнял плановый межконтинентальный рейс SQ006 по маршруту Сингапур—Тайбэй—Лос-Анджелес, но во время вылета из Тайбэя, который выполнялся ночью в условиях тайфуна, экипаж ошибочно начал взлёт с закрытой на ремонт взлётной полосы и при разгоне по ВПП лайнер врезался в строительную технику, разрушился на две части и загорелся. Из находившихся на его борту 179 человек (159 пассажиров и 20 членов экипажа) погибли 83. Это первая катастрофа в истории эксплутации Boeing 747-400.

## Самолёт
Boeing 747-412 (регистрационный номер 9V-SPK, заводской 28023, серийный 1099) был выпущен в 1997 году (первый полёт совершил 12 января). 21 января того же года был передан авиакомпании Singapore Airlines. Оснащён четырьмя двухконтурными турбовентиляторными двигателями Pratt & Whitney PW4056. На день катастрофы совершил 2274 цикла «взлёт-посадка» и налетал 18 459 часов.

## Экипаж и пассажиры
Самолётом управлял опытный экипаж, состав которого был таким:
- Командир воздушного судна (КВС) — 41-летний Фонг Чиконг (англ. Foong Chee Kong), малаец. Очень опытный пилот, проработал в авиакомпании Singapore Airlines 21 год и 7 месяцев (с 12 марта 1979 года). Управлял самолётами Airbus A310, Boeing 747-200 и Boeing 747-300. В должности командира Boeing 747-400 — с 13 апреля 1998 года (до этого управлял им в качестве второго пилота). Налетал 11 235 часов, 2017 из них на Boeing 747-400.
- Второй пилот — 36-летний Латиф Сайрано (англ. Latiff Cyrano), сингапурец. Опытный пилот, проработал в авиакомпании Singapore Airlines 6 лет и 4 месяца (с 6 июня 1994 года). Управлял самолётами Airbus A310, Boeing 777-200 и Boeing 777-300. В должности второго пилота Boeing 747-400 — с февраля 2000 года. Налетал 2242 часа, 552 из них на Boeing 747-400.
- Сменный КВС — 38-летний Нг Хенгленг (англ. Ng Kheng Leng), сингапурец. Опытный пилот, проработал в авиакомпании Singapore Airlines 8 лет и 7 месяцев (с 9 марта 1992 года). Управлял самолётом Airbus A310 (в должности второго пилота). В должности КВС Boeing 747-400 — с июня 1995 года. Налетал 5508 часов, 4518 из них на Boeing 747-400.

В салоне самолёта работали 17 бортпроводников:
- Тай Киокченг (англ. Tay Kiok Cheng),
- Цзэн Сяофан (англ. Tsang Hiu Fan, кит. 曾晓凡),
- Чуа Мейфун (англ. Chua Mei Fung),
- Ли Кокхенг (англ. Lee Kok Heng),
- Чуа Пуайхианг (англ. Chua Puay Hiang),
- Лим Бенгхунг (англ. Lim Beng Hoong),
- Амир Бинхусин (англ. Amir Bin Husin),
- Го Бунхви (англ. Goh Boon Hwee),
- Шахрин Шах Бин Камаршах (англ. Shahrin Shah Bin Kamarshah),
- Ко Хвихим (англ. Koh Hwee Khim),
- Анг Миаули (англ. Ang Miau Lee),
- Чу Сумэй Энн Мари (англ. Chew Sou May Ann Marie),
- Хуан Хуэйминь (англ. Huang Hui Min, кит. 黄慧敏),
- Фарзана Бте Абдул Разак (англ. Farzana Bte Abdul Razak),
- Чиа Йонгкай Саймон (англ. Chia Jong Kai Simon),
- Иснин Бин Мохамед Сохот (англ. Isnin Bin Mohamed Sohot),
- Анандан Суреш (англ. Anandan Suresh).

| Гражданство людей на борту | Гражданство людей на борту | Гражданство людей на борту | Гражданство людей на борту |
| Гражданство                | Пассажиры                  | Экипаж                     | Всего                      |
| -------------------------- | -------------------------- | -------------------------- | -------------------------- |
| Австралия                  | 1                          | 0                          | 1                          |
| Бразилия                   | 1                          | 0                          | 1                          |
| Канада                     | 1                          | 0                          | 1                          |
| Германия                   | 1                          | 0                          | 1                          |
| Индия                      | 11                         | 0                          | 11                         |
| Индонезия                  | 5                          | 0                          | 5                          |
| Ирландия                   | 1                          | 0                          | 1                          |
| Япония                     | 1                          | 0                          | 1                          |
| Малайзия                   | 8                          | 1                          | 9                          |
| Мексика                    | 3                          | 0                          | 3                          |
| Нидерланды                 | 1                          | 0                          | 1                          |
| Новая Зеландия             | 2                          | 0                          | 2                          |
| Филиппины                  | 1                          | 0                          | 1                          |
| Сингапур                   | 11                         | 17                         | 28                         |
| Испания                    | 1                          | 0                          | 1                          |
| Китайская Республика       | 55                         | 2                          | 57                         |
| Таиланд                    | 2                          | 0                          | 2                          |
| Великобритания             | 4                          | 0                          | 4                          |
| США                        | 47                         | 0                          | 47                         |
| Вьетнам                    | 2                          | 0                          | 2                          |
| Всего                      | 159                        | 20                         | 179                        |

Всего на борту самолёта находились 179 человек — 20 членов экипажа и 159 пассажиров.

## Хронология событий

### Предшествующие обстоятельства

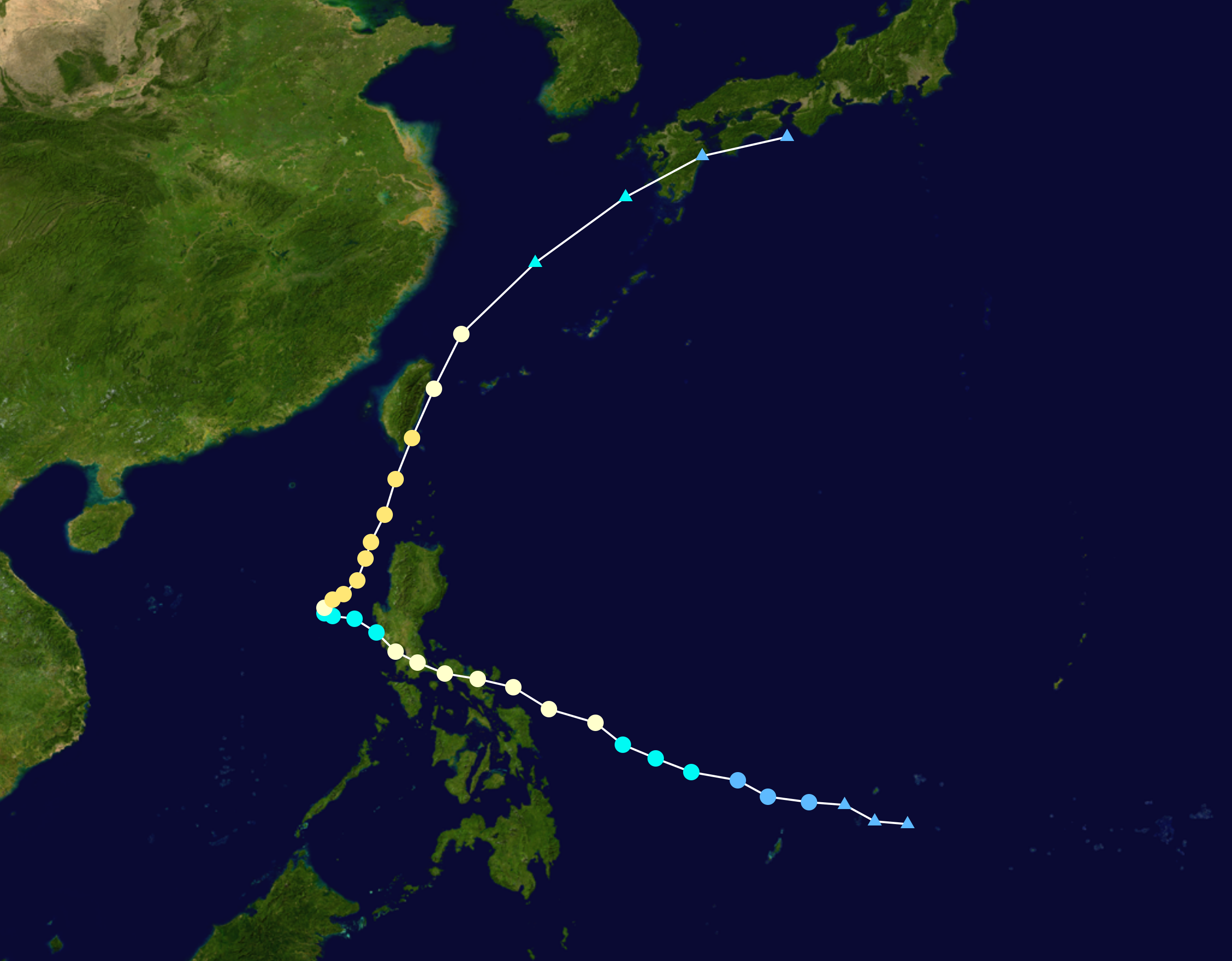
Схема передвижения тайфуна «Ксангсане»

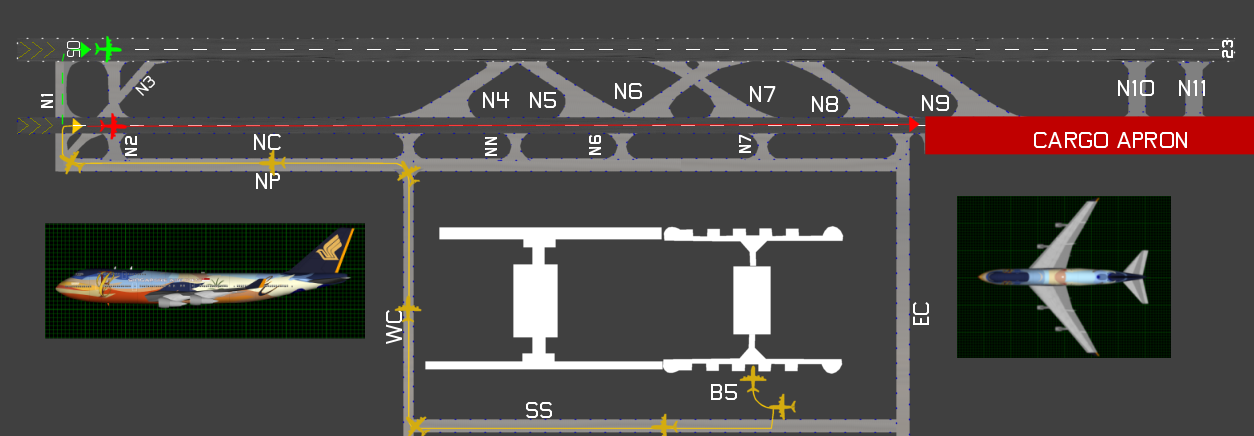
Схема выруливания рейса SQ006 на ВПП № 5R (жёлтая и красная линии обозначают реальную траекторию движения самолёта по рулевой дорожке и съезд на закрытую ВПП; зелёная линия — правильную траекторию, по которой должен был двигаться рейс 006 на ВПП № 5L, указанную авиадиспетчером)

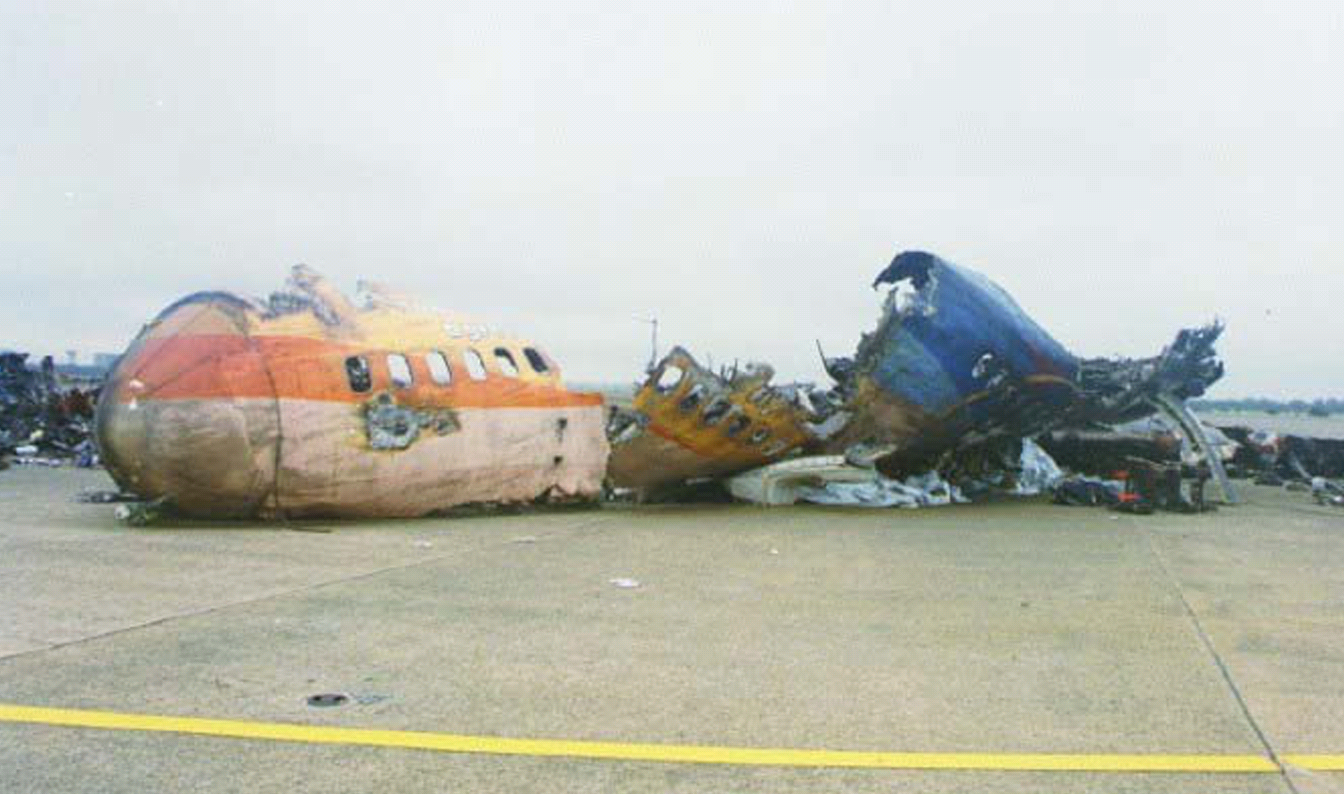
Обломки носовой части рейса 006

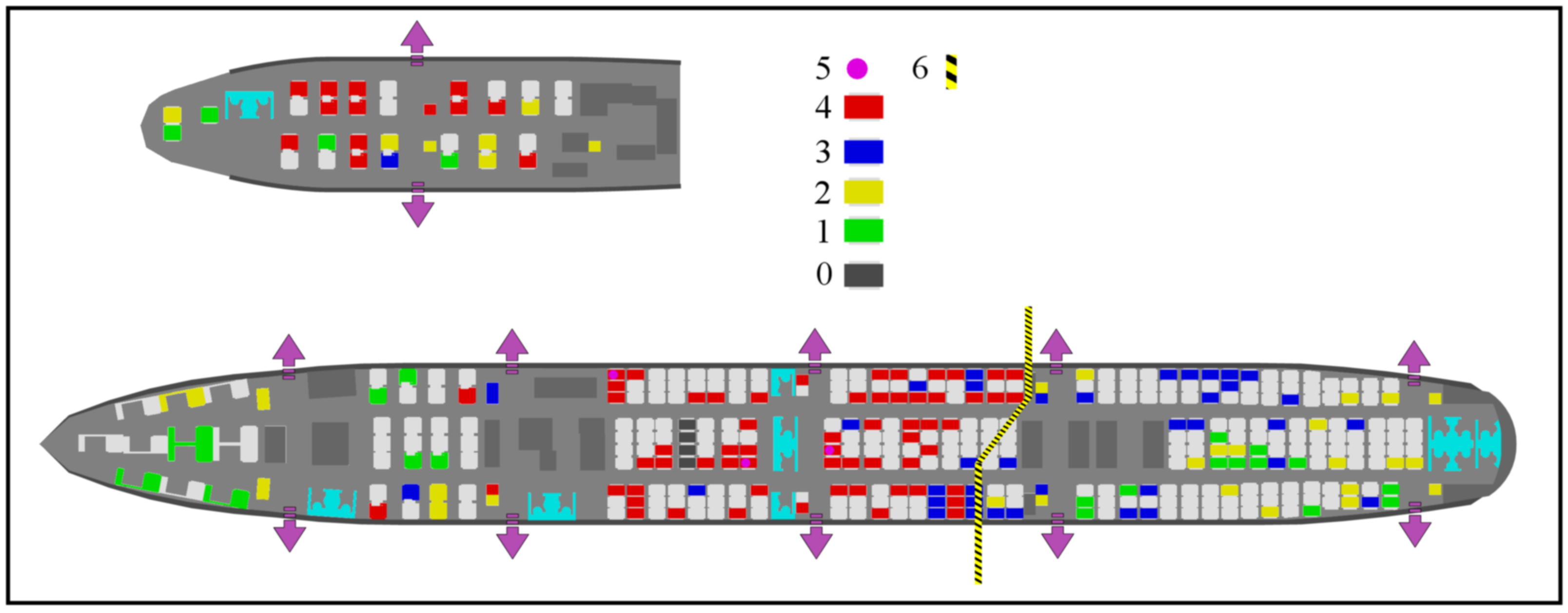
Диаграмма травм пассажиров рейса 006 (ASC) в зависимости от их местонахождения

Boeing 747-412 борт 9V-SPK выполнял плановый рейс SQ006, который начался 30 октября и проходил по маршруту Сингапур—Тайбэй—Лос-Анджелес; затем в обратном порядке самолёт должен был вернуться в Сингапур. На промежуточной остановке в Тайбэе около 00:00 по местному времени пилоты отправились на отдых в гостиницу, которую покинули 31 октября в 20:35 NST и отправились в аэропорт Чан-Кайши. В 21:53 пилоты доложили о прибытии, прошли предполётный инструктаж и получили документы на полёт. У Singapore Airlines был контракт с авиакомпанией EVA Air в Китайской Республике на оказание услуг по выдаче экипажам Singapore Airlines планов полёта в аэропорту Чан-Кайши. Далее экипаж прибыл на самолёт, который находился на стоянке B5. По оповещениям NOTAM экипаж был извещён, что полоса № 5R (правая) частично закрыта. По согласованию между пилотами руление и взлёт должен был выполнять КВС.
В 22:57:16 экипаж получил разрешение УВД Тайбэя на взлёт. Система ATIS «Танго» по запросу выдала следующую информацию: …Используется только полоса ноль пять левая, полоса ноль шесть только отправление. Ожидайте ИЛС полоса ноль пять левая, категория — двойной подход, ветер ноль два ноль три шесть, порывы пять два, видимость пять сотен метров, на полосе ноль пять левая видимость четыре сотни пятьдесят метров, на полосе ноль шесть — пять сотен метров с сильным дождём, переменная облачность на две сотни футов, сплошная облачность на пять сотен футов… Внимание, рулёжка Новембр Сьерра вновь отмечена, самолётам, использующим Новембр Сьерра, рекомендовано следовать медленно и осторожно. Рулёжка Новембр Папа позади Альфа один и Альфа три закрыта. Полоса ноль пять правая между Новембр четыре и Новембр пять закрыта из-за продолжающихся работ. Рулёжки Новембр четыре и Новембр пять по умолчанию пригодны….

### Катастрофа
Экипаж получил правильное указание от служб УВД начинать взлёт с ВПП № 5L, но КВС ошибся при выруливании, повернув слишком рано и лайнер оказался на закрытой взлётной полосе № 5R, не доехав до необходимой ВПП № 5L 215 метров. Ввиду неблагоприятных погодных условий — тайфун «Ксангсане», образовавшийся ещё 24 октября, а 31 октября подошедший к Тайбэю — пилоты не смогли разглядеть строительно-ремонтную технику в конце закрытой взлётной полосы: два экскаватора, два виброкатка, один небольшой бульдозер и карьерный погрузчик; также там стояли несколько бетонных ограждений. Службы УВД также не сумели вовремя заметить, что самолёт вырулил не на ту полосу, поскольку аэропорт Чан-Кайши не был оборудован специальными наземными радарами, позволяющими следить за движением самолётов на ВПП и рулёжных дорожках. Спустя 41 секунду после разрешения на взлёт, во время разгона по ВПП, рейс SQ006 на большой скорости врезался в строительно-ремонтную технику, находившуюся в конце ВПП № 5R.
Левое крыло врезалось в кран экскаватора и оторвалось, также оторвалась носовая стойка шасси; правое крыло оторвалось после столкновения с карьерным погрузчиком. Из повреждённых топливных баков вытек авиакеросин, который тут же воспламенился. Проскользив несколько сотен метров по полосе, лайнер разрушился на две части и загорелся. На место катастрофы прибыли 41 пожарная машина, 58 автомобилей скорой помощи и 436 спасателей; примерно в 00:00 NST 1 ноября пожар был локализован.
В результате катастрофы лайнер полностью разрушился и сгорел (относительно уцелела только хвостовая часть). Погибли 83 человека — 4 члена экипажа (бортпроводники Суреш, Миаули, Кокхенг и Бунхви) и 79 пассажиров; большая часть погибших находилась в центральной части самолёта (в месте расположения топливных баков, взорвавшихся сразу после столкновения лайнера с экскаватором). Выжили 96 человек — 16 членов экипажа (все 3 пилота и 13 бортпроводников) и 80 пассажиров; 71 из них получили ранения от механических травм и ожогов
Момент после столкновения рейса 006 с ремонтной техникой был снят на видео пассажирами рейса CI 4 авиакомпании China Airlines.
По состоянию на 2022 год это единственная катастрофа пассажирского Boeing 747-400.

## Расследование
Расследование причин катастрофы рейса SQ006 проводил Совет по авиационной безопасности (ASC).
Окончательный отчёт расследования был опубликован 30 апреля 2002 года.
Согласно отчёту, основной причиной катастрофы стали многочисленные ошибки экипажа, которые не проверили номер взлётной полосы, на которую выехал самолёт. У экипажа были все необходимые карты, однако они не воспользовались ими и в результате ошибочно начали взлёт с закрытой ВПП. Кроме того, КВС и второй пилот после выполнения поворота на закрытую полосу № 5R не проверили своё местонахождение на электронном мониторе PFD, которым был оборудован Boeing 747-400. В итоге грубые ошибки экипажа и сложные метеорологические условия привели к катастрофе.

## Последствия катастрофы
- Тайфун «Ксангсане» рассеялся уже 1 ноября, на следующий день после катастрофы.
- Авиакомпания Singapore Airlines в знак уважения к пассажирам и экипажу рейса 006 сменила номер рейса Сингапур—Тайбэй—Лос-Анджелес с SQ006 на SQ030, а потом на SQ028 и по этому маршруту летал Boeing 777. 1 октября 2008 года маршрут был отменён.

## Культурные аспекты
Катастрофа рейса 006 Singapore Airlines показана в 12 сезоне канадского документального телесериала Расследования авиакатастроф в серии Ураганный взлёт.